# Y amargaba
...Y amargaba es una obra de teatro en tres actos de Jacinto Benavente, estrenada en el Teatro de la Zarzuela de Madrid el 19 de noviembre de 1941.

## Argumento
La trama se centra en la incipiente carrera de un joven dramaturgo, con grandes éxitos en su haber y un prometedor futuro. El aprecio y la admiración sinceros que le tiene su suegra levantarán sin embargo sospechas e injurias.

## Representaciones destacadas
- Teatro (Estreno, 1941). Intérpretes: Carmen Carbonell, Concha Catalá, Antonio Vico, Manuel González, Paquita Gellego, Esperanza Grases, María Luisa Arias, Julio Sanjuán.
- Televisión (Primera fila, Televisión española, 7 de julio de 1963). Dirección: Pedro Amalio López. Intérpretes: Julia Gutiérrez Caba, Nélida Quiroga, Fernando Nogueras, María Massip, José María Prada, Paco Valladares, Luisa María Payán.